# Stammliste des Hauses Luxemburg
Stammliste des Hauses Luxemburg, einer Linie des Hauses Limburg-Arlon.

## Stammliste
1. Heinrich V. der Blonde, 1237 Graf von Luxemburg und Laroche, Markgraf von Arlon, † 24. Dezember 1281; ⚭ Margaretha von Bar, † 23. November 1273, Tochter von Graf Heinrich II. von Bar. – Vorfahren siehe Haus Limburg-Arlon
  1. Heinrich VI., 1271 Sire de La Roche-en-Ardenne, 1281 Graf von Luxemburg, X 5. Juni 1288; ⚭ Beatrix von Avesnes, † 1. März 1321, Tochter von Balduin von Avesnes (Haus Avesnes).
    1. Heinrich VII., † 24. August 1313, 1288 Graf von Luxemburg, 1308 gewählter deutscher König, 1309 gekrönt, 1311 König von Italien, 1312 Kaiser; ⚭ Margarete von Brabant, † 14. Dezember 1311, Tochter von Johann I., Herzog von Brabant
      1. Johann der Blinde, X 26. August 1346, 1310 König von Böhmen, Titular-König von Polen, 1313 Graf von Luxemburg; ⚭ I Elisabeth, † 28. September 1330, Tochter von Wenzel II., König von Böhmen, und Guta von Habsburg; ⚭ II Beatrice von Bourbon, † 23. Dezember 1383, Tochter von Ludwig I., Graf von Clermont-en-Beauvaisis
        1. (I) Margarete, † 11. Juli 1341; ⚭ Heinrich II., Herzog von Bayern-Landshut, † 1. September 1339)
        2. (I) Jutta (Bona), † 11. September  1349; ⚭ Johann II., 1350 König von Frankreich, † 8. April 1364
        3. (I) Karl IV. (eigentlich Wenzel), † 29. November 1378, 1334 Markgraf von Mähren, 1346 deutscher König, 1347 König von Böhmen, 1349 erneut zum deutschen König gewählt und gekrönt, 1355 König von Italien und Kaiser, 1365 König von Burgund; ⚭ Blanca Margarete von Valois, † 1. August 1348, Tochter von Karl I., Graf von Valois; ⚭ II Anna von der Pfalz, † 2. Februar 1353, Tochter von Rudolf II. Pfalzgraf bei Rhein; ⚭ III Anna von Schweidnitz, † 11. Juli 1362, Tochter von Heinrich II. Herzog von Schlesien; ⚭ IV Elisabeth von Pommern, † 15. April 1393, Tochter von Bogislaw V., Herzog von Pommern
          1. (I) Margarete, † 1349 vor 7. Oktober; ⚭ Ludwig I., König von Ungarn und König von Polen, † 11. September 1382
          2. (I) Katharina, † 26. April 1395; ⚭ I Rudolf IV., Herzog von Österreich, † 27. Juli 1365; ⚭ II Otto V. der Faule, Kurfürst von Brandenburg, † 15. November 1379
          3. (III) Elisabeth, † 4. September 1373; ⚭ Albrecht III., Herzog von Österreich, † 29. August 1395
          4. (III) Wenzel IV., † 16. August 1419, 1363 König von Böhmen, 1376 deutscher König, 1383–1386 Herzog von Luxemburg; ⚭ Johanna von Bayern, † 31. Dezember 1386, Tochter von Herzog Albrecht I.; ⚭ II Sophie von Bayern, † 26. September 1425, Tochter von Herzog Johann II.
          5. (IV) Anna, † 7. August 1394; ⚭ Richard II., König von England, † 14. Februar 1400
          6. (IV) Sigmund, † 9. Dezember 1437, Markgraf von Brandenburg, König von Ungarn, deutscher König, König von Böhmen, König von Italien, Kaiser; ⚭ Maria von Ungarn, † 17. Mai 1395, Königin von Ungarn, Tochter von König Ludwig I.; ⚭ II Barbara von Cilli, † 11. Juli 1451, Tochter des Grafen Hermann II.
            1. (II) Elisabeth, † 19. Dezember 1442; ⚭ Albrecht II., † 27. Oktober 1439, Herzog von Österreich, deutscher König

          7. Johann, † 1. März 1396, Herzog von Görlitz, Markgraf von Brandenburg; ⚭ Richardis von Mecklenburg, † nach 15. März 1400, Tochter von Herzog Albrecht III., König von Schweden
            1. Elisabeth, † 3. August 1451, Herzogin von Görlitz, Herzogin von Luxemburg; ⚭ I Anton von Burgund, Herzog von Brabant, † 25. Oktober 1415 (Haus Burgund); ⚭ II Johann III., Herzog von Bayern in Straubing, Graf von Holland, Graf von Seeland, Graf von Hennegau, † 6. Januar 1425

          8. Margarete, † 4. Juni 1410; ⚭ Johann III., Burggraf von Nürnberg, † 11. Juni 1420

        4. (I) Johann Heinrich, † 12. November 1375, Markgraf von Mähren; ⚭ I Margarete, Gräfin von Tirol, † 13. Oktober 1369; ⚭ II Margarete von Troppau, † wohl 1363, Tochter von Nikolaus II., Herzog von Troppau; ⚭ III Margareta von Österreich, † 14. Januar 1366, Tochter von Albrecht II., Herzog von Österreich
          1. (II) Katharina, † 1378 vor 17. Februar; ⚭ Heinrich, Herzog von Falkenberg, † 14. September 1382
          2. (II) Jost (Jobst, Jodokus), † 18. Januar 1411, Markgraf von Mähren 1375–1411, Markgraf von Brandenburg 1388–1411, deutscher König 1410–1411; ⚭ Elisabeth von Oppeln, † vor 9. September 1411, Tochter des Oppelner Herzogs Wladislaus II.
          3. (II) Elisabeth, † 20. November 1400; ⚭ Wilhelm I. der Einäugige, Markgraf von Meißen, † 10. Februar 1407
          4. (II) Johann (Jan) Sobieslav, † 12. Oktober 1394); Bischof von Leitomischl, Patriarch von Aquileia
          5. (II) Prokop, † 24. September 1405, Markgraf von Mähren 1375–1405

        5. (I) Anna, † 3. September 1338; ⚭ Otto, Herzog von Österreich, † 17. Februar 1339
        6. (II) Wenzel, † 8. Dezember 1383, zunächst Graf, dann Herzog von Luxemburg; ⚭ Johanna von Brabant, † 1. November 1406, Herzogin von Brabant und Limburg, Tochter von Herzog Johann III.
        7. (unehelich) Nikolaus, † 29. Juli 1358, 1351–1358 Patriarch von Aquileia

      2. Maria, † 25. März 1324; ⚭ Karl IV., König von Frankreich, † 1. Februar 1328
      3. Beatrix, † 11. November 1319; ⚭ Karl I. Robert, König von Ungarn, † 16. Juli 1342

    2. Walram, † 21. Juli 1311
    3. Margarethe, † 14. Februar 1337, Priorin in Kloster Marienthal
    4. Balduin, † 21. Januar 1354, 1308–1354 Erzbischof von Trier
    5. Felicitas, † 6. Oktober 1336; ⚭ 1298 Johann von Löwen, † 1309/11

  2. Walram I. von Ligny, Graf von Laroche, Herr von Ligny, Roussy und La Roche, X 5. Juni 1288; ⚭ Johanna von Beauvoir, Tochter des Matheus Herr von Beauvoir – Nachkommen siehe Haus Luxemburg-Ligny 
  3. Philippine, † 6. April 1311; ⚭ um 1265 Johann II. von Avesnes, 1280 Graf von Hennegau, 1299 Graf von Holland, † 11. September 1304
  4. Isabelle, † 25. September 1298, begraben in Flines; ⚭ (Ehevertrag Mai 1264) Guy de Dampierre, 1278 Graf von Flandern, 1263 Markgraf von Namur, † 7. März 1305 in Compiègne, begraben in Flines
  5. Margareta, 1282 bezeugt, † nach 13. Juli 1302, Frau von Grevenmacher
  6. Johanna, 1285 bezeugt, † 1310 nach 3. Juli, Äbtissin von Clairefontaine
  7. (unehelich) Heinrich von Luxemburg, Herr von Houffalize, X 5. Juni 1288; ⚭ Isabella von Houffalize